# Municipio de Zeandale
El municipio de Zeandale (en inglés: Zeandale Township) es un municipio ubicado en el condado de Riley en el estado estadounidense de Kansas. En el año 2010 tenía una población de 341 habitantes y una densidad poblacional de 2,19 personas por km².

## Geografía
El municipio de Zeandale se encuentra ubicado en las coordenadas 39°5′36″N 96°28′12″O / 39.09333, -96.47000. Según la Oficina del Censo de los Estados Unidos, el municipio tiene una superficie total de 155.9 km², de la cual 154,68 km² corresponden a tierra firme y (0,78 %) 1,22 km² es agua.

## Demografía
Según el censo de 2010, había 341 personas residiendo en el municipio de Zeandale. La densidad de población era de 2,19 hab./km². De los 341 habitantes, el municipio de Zeandale estaba compuesto por el 97,36 % blancos, el 0,59 % eran afroamericanos, el 0,29 % eran amerindios, el 0,59 % eran de otras razas y el 1,17 % eran de una mezcla de razas. Del total de la población el 2,35 % eran hispanos o latinos de cualquier raza.